# The Hatters
The Hatters («Шля́пники») — російський фолк-рок гурт, який був заснований у 2016 році у Санкт-Петербурзі. До складу входять Юрій Музиченко, Павло Личадєєв, Сашко «Кікір» Анісімов, Дмитро Вечеринін, Вадим Рулєв, Анна Музиченко, Анна Личадєєва.

## Історія
Гурт вперше з'явився 23 лютого 2016 року з піснею «Russian Style». В літку 2016 року колектив вирушив у фестивальний тур Росією: «Дика М'ята», «Нашествіє», Stereoleto, «Доброфест» та інше. Восени 2016 року гурт зібрав повні зали у Москві та Санкт-Петербурзі, з'явився на радіо «Наше радіо», «Радіо Маяк», «Своє радіо» та інших.
22 вересня 2016 року The Hatters представили кліп «I'm Not Easy Buddy». 21 вересня зіграли концерт з групою Little Big, 7 листопада в Санкт-Петербурзі зіграли з Эміром Кустурицею та Гораном Бреговичем.
10 листопада 2016 вийшов кліп «Russian Style». 28 грудня 2016 гурт видав свій перший EP «Stay True».
Дебютний фолк-панк-альбом «Полна шляпа» вийшов 21 квітня 2017 року. 26 квітня 2017 The Hatters виконали пісню «Да, со мной не просто» на шоу Першого каналу «Вечерний Ургант».

## Музичний стиль
Колектив називає себе музично-театральним проектом, а жанр «російсько-циганським вуличним народним алкохардкором на душевних інструментах». На їх творчість це циганська музика, в супроводі баса, акордеона й скрипки в сукупності з романсом, панком, фолк-роком й етники.

## Дискографія

### Альбоми
- 2017 — «Полна шляпа»
- 2017 — «Forever Young, Forever Drunk»

### EP
- 2016 — Stay True

### Сингли
- 2016 — «Russian Style»
- 2017 — «Зима»
- 2017 — «Кайфмен»
- 2017 — «Forever Young, Forever Drunk»

### Відеокліпи
- 2016 — «I'm Not Easy Buddy»
- 2016 — «Russian Style»
- 2017 — «Зима»[12]
- 2017 — «Everyday I'm Drinking»[13]
- 2018 — «Forever Young Forever Drunk» (feat. Just Femi)[14]

## Дивись також
- Little Big
- Tatarka